# Liste der Monuments historiques in Tarcenay-Foucherans
Die Liste der Monuments historiques in Tarcenay-Foucherans führt die Monuments historiques in der französischen Gemeinde Tarcenay-Foucherans auf.

## Liste der Objekte
| Bezeichnung                                    | Beschreibung                                                                  | Standort                                                   | Kennzeichnung | Schutzstatus | Datum | Bild |
| ---------------------------------------------- | ----------------------------------------------------------------------------- | ---------------------------------------------------------- | ------------- | ------------ | ----- | ---- |
| Pyxis                                          | Silber, vergoldet, bezeichnet 1786, Goldschmied Pierre-Antoine Grandguillaume | Foucherans, in der Kirche St-Philippe-et-St-Jacques (Lage) | PM25001779    | Inscrit      | 2005  |      |
| Strahlenmonstranz                              | Silber, vergoldet, bezeichnet 1803, Goldschmied Jean-Ange-Joseph Loque        | Foucherans, in der Kirche St-Philippe-et-St-Jacques (Lage) | PM25001780    | Inscrit      | 2005  |      |
| Kelch                                          | Silber, vergoldet, Ende des 18. Jahrhunderts, Goldschmied Antoine Nouveau     | Foucherans, in der Kirche St-Philippe-et-St-Jacques (Lage) | PM25001781    | Inscrit      | 2005  |      |
| Gemälde Der heilige Martin erweckt einen Toten | Ölfarbe auf Leinwand, 18. Jahrhundert                                         | Tarcenay, in der Kirche St-Martin (Lage)                   | PM25002311    | Inscrit      | 2005  |      |
| Glocke                                         | Bronze, 1788 gegossen                                                         | Tarcenay, in der Kirche St-Martin (Lage)                   | PM25001364    | Classé       | 1943  |      |